# Olympische Sommerspiele 2000/Teilnehmer (Nordkorea)
| Gelbes Symbol für Goldmedaillen mit stilisierten Olympischen Ringen | Graues Symbol für Silbermedaillen mit stilisierten Olympischen Ringen | Braundes Symbol für Bronzemedaillen mit stilisierten Olympischen Ringen |
| ------------------------------------------------------------------- | --------------------------------------------------------------------- | ----------------------------------------------------------------------- |
| —                                                                   | 1                                                                     | 3                                                                       |

Nordkorea nahm an den Olympischen Sommerspielen 2000 in Sydney mit einer Delegation von 31 Athleten (14 Männer und 17 Frauen) an 34 Wettkämpfen in zehn Sportarten teil.

## Teilnehmer nach Sportarten

### Bogenschießen
Frauen
- Choe Ok-sil
Einzel: 4. Platz

### Boxen
Männer
- Kim Un-chol
Halbfliegengewicht: Bronze

### Gewichtheben
| Männer - Jon Chol-ho Mittelgewicht: 6. Platz - Im Yong-su Federgewicht: DNF | Frauen - Kim Yong-ok Mittelgewicht: 5. Platz - Ri Song-hui Leichtgewicht: Silber |

### Judo
| Männer - Kwak Ok-chol Halbmittelgewicht: 7. Platz | Frauen - Cha Hyon-hyang Ultraleichtgewicht: 5. Platz - Ji Kyong-sun Halbmittelgewicht: Viertelfinale - Kye Sun-hui Halbleichtgewicht: Bronze |

### Leichtathletik
| Männer - Kil Jae-son Marathon: 59. Platz - Kim Jong-chol Marathon: 30. Platz - Kim Jung-won Marathon: 29. Platz | Frauen - Ham Bong-sil Marathon: 8. Platz - Jong Yong-ok Marathon: 20. Platz - Kim Chang-ok Marathon: 28. Platz |

### Ringen
Männer
- Jin Ju-dong
Bantamgewicht, Freistil: 9. Platz

- Jo Yong-son
Leichtgewicht, Freistil: 14. Platz

- Kang Yong-gyun
Bantamgewicht, griechisch-römisch: Bronze

- Ri Yong-sam
Federgewicht, Freistil: 11. Platz

### Schießen
Frauen
- Kim Myong-hwa
Skeet: 9. Platz

### Synchronschwimmen
Frauen
- Choe Son-yong & Jo Yong-hui
Duett: 17. Platz

### Turnen
| Männer - Pae Gil-su Einzelmehrkampf: 53. Platz in der Qualifikation Boden: 76. Platz in der Qualifikation Pferd: 80. Platz in der Qualifikation Barren: 80. Platz in der Qualifikation Reck: 78. Platz in der Qualifikation Ringe: 78. Platz in der Qualifikation Seitpferd: 5. Platz | Frauen - Mok Un-ju Einzelmehrkampf: 42. Platz in der Qualifikation Boden: 65. Platz in der Qualifikation Pferd: 65. Platz in der Qualifikation Stufenbarren: 58. Platz in der Qualifikation Schwebebalken: 29. Platz in der Qualifikation - Son Un-hui Einzelmehrkampf: 78. Platz in der Qualifikation Boden: 75. Platz in der Qualifikation Pferd: 84. Platz in der Qualifikation Stufenbarren: 47. Platz in der Qualifikation Schwebebalken: 79. Platz in der Qualifikation |

### Wasserspringen
| Männer - Choe Hyong-gil Turmspringen: 12. Platz - Pak Yong-ryong Kunstspringen: 47. Platz Turmspringen: 16. Platz | Frauen - Choe Myong-hwa Turmspringen: 10. Platz - Choe Song-hui Kunstspringen: 33. Platz - Ri Ok-rim Kunstspringen: 26. Platz Turmspringen: 22. Platz |